# IFK Växjö
IFK Växjö är en idrottsförening i Växjö i Sverige. Klubben bildades den 2 juli 1919 och bedriver friidrott och handikappidrott, tidigare även bandy och fotboll. Bandylaget spelade bland annat i Sveriges högsta serie i bandy säsongen säsongen 1941. IFK Växjö bedriver daglig träning och arrangerar årligen flera ungdomstävlingar på Värendsvallen i Växjö. Står dessutom även värd för arrangemangen Växjöloppet och Vårruset. 
Mycket bred ungdomsverksamhet och juniorerna och seniorerna är flitigt representerade i diverse landslagssammanhang, till exempel Finnkampen. IFK:s största stjärna är europarekordhållerskan Carolina Klüft, med EM-, VM- och OS-guld på meritlistan. Klubbens färger är, i enighet med Idrottsföreningen Kamraternas tradition, vit och blå.